# Capsula
Capsula（カプスラ）は、1998年に結成されたアルゼンチンのロックバンドです。

## 概要
バンド名はスペイン語で「カプセル」を意味し、デヴィッド・ボウイの楽曲「スペース・オディティ」に由来しています。
まだアルバムをリリースする前から、ヨーロッパ各地のクラブでライブを行い、生々しくエネルギッシュなパフォーマンスで観客を魅了してきました。そのキャリアの中で、デヴィッド・ボウイやT・レックスとの仕事で知られる伝説的プロデューサー、トニー・ヴィスコンティの注目を集めます。ヴィスコンティは彼らの音楽に感銘を受け、2013年にアルバム『Solar Secrets』をプロデュースしました。このアルバムは批評家から高く評価され、Rolling Stone誌では「ガレージグラムの天国のような一皿」と評されました。
Capsulaは、激しいライブパフォーマンスと独自のスタイルで急速に知名度を上げました。彼らはヨーロッパ、アメリカ、南米を精力的にツアーし、イギー・ポップ、オス・ムタンチス、パール・ジャムなどのアーティストと共演しました。彼らの音楽は、ガレージロック、パンク、サイケデリックロック、ストーナーロックを融合したものです。
2024年、結成25周年を記念してアルバム『Primitivo Astral』をリリースしました。このアルバムは、スペインのビルバオにある彼ら自身のスタジオ「Silver Recordings」で録音、ミックス、マスタリングされました。アルバムには、原始的かつ宇宙的な要素が融合し、モニュメンタルなリフとサイケデリックなサウンドスケープを持つユニークな音の旅が詰め込まれています。

## 選ばれたディスコグラフィー
- Sublime (1999年)
- Rising Mountains (2009年)
- Solar Secrets (2013年)
- Bestiarium (2019年)
- Primitivo Astral (2024年)